# Aspartylproteas

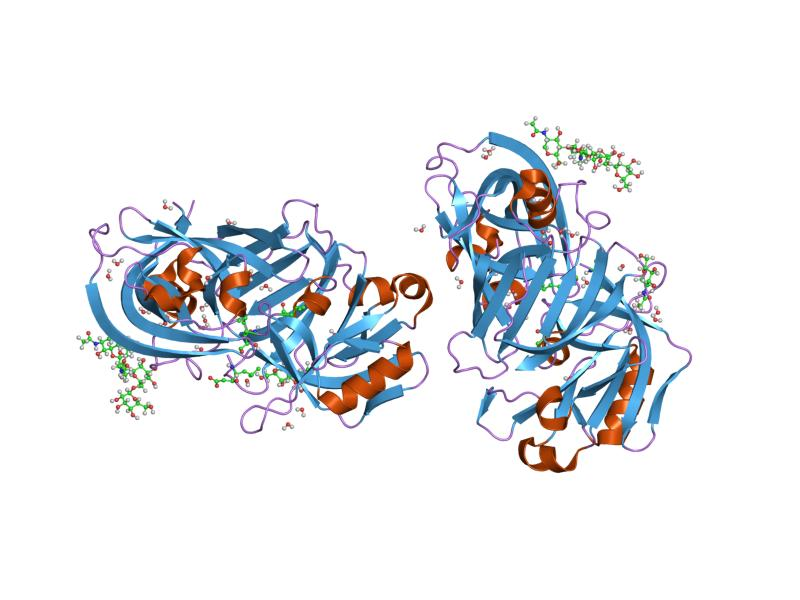
Strukturer av mänskligt cathepsin D både med och utan inhibering.

Aspartylproteas är en familj proteas som använder en asparginsyra för att katalysera brytningen av en peptidbindning. Oftast har aspartylproteasen två mycket konserverade asparginsyror i sitt katalyserande säte och arbetar aktivast vid surt pH. Nästan alla kända aspartylproteas inhiberas av pepstatin. Molekylens disulfidbryggor och dess lokalisering är andra konserverade egenskaper hos aspartylproteasen.
Enzymen pepsin, cathepsin och renin är exempel på eukaryota aspartylproteas. Dessa har alla två-domän-struktur, något som härstammar från en genduplikation i deras gemensamma ursprung.

## Exempel
- HIV-1 proteas - betydande läkemedelsmål för behandling av HIV
- Chymosin (eller "rennin") - produceras i löpe.
- Renin - är med och reglerar medelartärtrycket hos människan.
- Cathepsin D - använts som en tumörmarkör för bröstcancer.[2]
- Pepsin - spjälar proteiner i matspjälkningskanalen.
- Beta-sekretas - viktig i utvecklingen av sjukdomen Alzheimers och bildandet av myelinlager i de perifera nerverna.

## Katalysmekanism

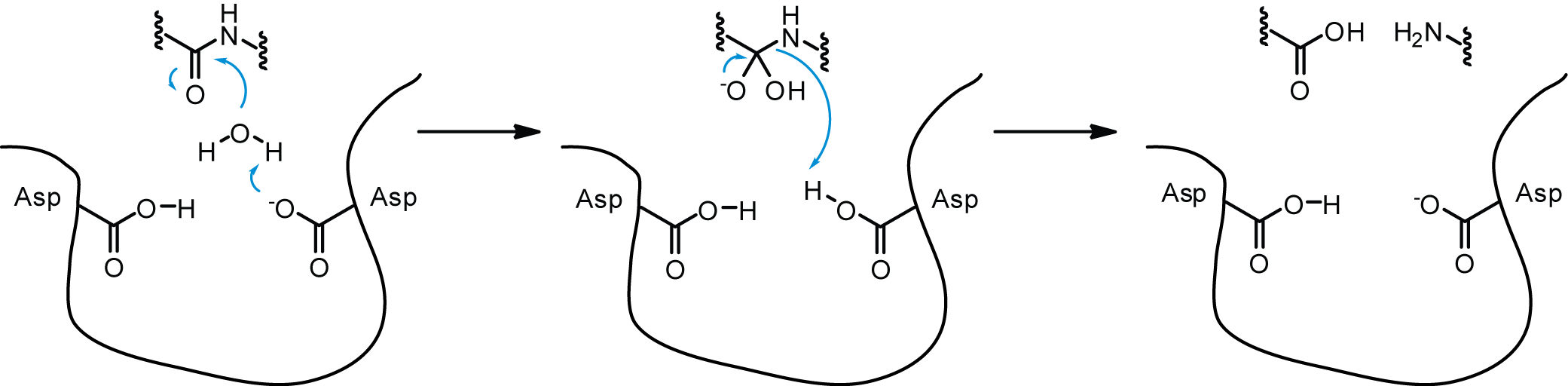
Föreslagen mekanism för hur aspartylproteas klyver peptider.

Ett antal olika mekanismer för aspartylproteasens katalys har föreslagits. Den som blivit mest accepterad är en generell syra-bas-katalys som involverar koordinerandet av en vattenmolekyl mellan två asparaginsyror. En asparaginsyra aktiverar vattenmolekylen genom att avlägsna en proton, något som gör att vattenmolekylen kan attackera karbonylgruppens kolatom genererandes ett tetraediskt intermediat. Omorganisationen av detta intermediat leder till protonering av amiden. 

## Inhibering
Pepstatin är en inhibitor för aspartylproteas.